# El Patio de Altares
El Patio de Altares är en ort i Mexiko.   Den ligger i kommunen Santiago Papasquiaro och delstaten Durango, i den centrala delen av landet, 900 km nordväst om huvudstaden Mexico City. El Patio de Altares ligger 2 491 meter över havet och antalet invånare är 396.
Terrängen runt El Patio de Altares är huvudsakligen lite kuperad. El Patio de Altares ligger nere i en dal. Runt El Patio de Altares är det mycket glesbefolkat, med 6 invånare per kvadratkilometer. Närmaste större samhälle är Nuevo San Diego, 10,0 km sydväst om El Patio de Altares. I omgivningarna runt El Patio de Altares växer huvudsakligen savannskog.